# Rocktjärnen, Dalarna
Rocktjärnen är en sjö i Rättviks kommun i Dalarna och ingår i Dalälvens huvudavrinningsområde.